# آدم أوكونور
آدم أوكونور (بالإنجليزية: Adam O'Connor)‏ هو لاعب كرة قدم أمريكية أمريكي، ولد في 27 يناير 1983.